# Margaret (satelit)
Margaret este singurul satelit neregulat prograd cunoscut dintre sateliții lui Uranus. A fost descoperit de Scott S. Sheppard⁠(d), et al. în 2003 şi a primit denumirea provizorie S/2003 U 3. 
Confirmat ca Uranus XXIII, a fost numit după slujitorul Eroului din piesa lui William Shakespeare Mult zgomot pentru nimic. 

## Orbită

Animație de imagini de descoperire care arată mișcarea lui Margaret în raport cu stelele și galaxiile de fundal

Sateliții neregulați ai lui Uranus

Margaret se remarcă drept singurul satelit neregulat prograd al lui Uranus. Diagrama ilustrează parametrii orbitali ai lui Margaret, unici printre sateliții neregulați ai lui Uranus, cu înclinația pe axa verticală și excentricitatea orbitelor reprezentate de segmentele care se extind de la pericentru la apocentru.
Înclinația lui Margaret de 57° este aproape de limita stabilității. Înclinaţiile intermediare 60 < i < 140 sunt lipsite de sateliți cunoscuți din cauza instabilităţii Kozai.  În această regiune de instabilitate, perturbațiile solare la apoapsidă determină sateliții din această regiune să dobândească excentricități mari care duc la coliziuni sau expulzări de la 10 milioane până la un miliard de ani. Perioada de precesie a periapsidei (Pw) a lui Margaret este de aproape 1,6 milioane de ani. Margaret însăși ar putea fi expulzată din sistemul uranian în viitorul îndepărtat.

Orbita lui Margaret este supusă perturbațiilor solare și planetare; astfel, elementele sale orbitale sunt variabile pe perioade scurte de timp. Pe o scară de timp de 8.000 de ani, excentricitatea orbitală medie a lui Margaret este de 0,68. În 2010, excentricitatea sa a crescut la 0,81, făcând-o temporar pe Margaret să aibă cea mai excentrică orbită al oricărui satelit din Sistemul Solar, deși excentricitatea medie a lui Nereid de 0,75 este mai mare. 